# Résolution 202 du Conseil de sécurité des Nations unies
Membres permanents
- Chine (Taïwan)
- États-Unis
- France
- Royaume-Uni
- URSS

Membres non permanents
- Bolivie
- Côte d'Ivoire
- Jordanie
- Malaisie
- Pays-Bas
- Uruguay

Résolution no 201 Résolution no 203
La Résolution 202  est une résolution du Conseil de sécurité des Nations unies adoptée le 6 mai 1965, dans sa 1202e séance, après avoir réaffirmé les motions de l'Assemblée générale, le Conseil a demandé qu'aucun État membre n'accepte la déclaration unilatérale d'indépendance de la Rhodésie du Sud et que le Royaume-Uni doit prendre toutes les mesures nécessaires pour l'empêcher. La résolution a également appelé que tous les prisonniers politiques doivent être libéré et que de la liberté des partis politiques doit fonctionner. Le Conseil a demandé que le Royaume-Uni travaille à la constitution équitable et pour l'avenir de l'indépendance de la Rhodésie du Sud.

## Vote
La résolution a été approuvée à 7 voix contre zéro.

La France, l'URSS, le Royaume-Uni et les États-Unis se sont abstenus.

## Texte
- Résolution 202 Sur fr.wikisource.org
- Résolution 202 Sur en.wikisource.org